# Ietsugu Tokugawa
Ietsugu Tokugawa (jap. 徳川 家継 Tokugawa Ietsugu; ur. 8 sierpnia 1709, zm. 19 czerwca 1716)  – siódmy siogun z dynastii Tokugawa. Panował od 1713 do 1716. Był synem Ienobu Tokugawy i wnukiem Tsunashige Tokugawy.

## Lata 1709–1713
Ietsugu urodził się w 1709 r. w Edo (dzisiejsze Tokio) jako czwarty (jedyny, który przeżył) syn sioguna Ienobu i jego konkubiny Gekkōin. Jego ojciec miał wówczas 48 lat. Ienobu nie był wybitnym przywódcą i podobnie jak dwaj poprzednicy (Ietsuna i Tsunayoshi), miał tendencję do powierzania obowiązków kierowania krajem swoim zausznikom i doradcom. Jednym z nich, przez wiele lat, był ortodoksyjny konfucjanista szkoły shushi-gaku (nauka, doktryny Zhu Xi), Hakuseki Arai (1657–1725). To on stał się opiekunem i nauczycielem małego Ietsugu. 
Arai, jako zwolennik wzmocnienia roli bakufu i rodu Tokugawa próbował powiązać jego linię krwi z linią rodu Minamoto, założycieli pierwszego siogunatu. Z tego powodu małego następcę nazywano także Ietsugu Minamoto. Gdy miał trzy lata umarł jego ojciec i chłopiec został siogunem.

## Lata 1713–1716
Od 1713 r. ceny towarów zaczęły gwałtownie rosnąć, co było spowodowane wieloma czynnikami (m.in. śmiercią Ienobu). Aby temu zapobiec, Arai zdecydował się na wprowadzenie w 1714 r. nowej waluty. Spowodowało to m.in. spadek cen ryżu.
W 1716 r. siogunat wydał dekret, którym powołał dwóch komisarzy ds. handlu zagranicznego (jednego w Edo, drugiego w Nagasaki) oraz zezwolił na cumowanie w porcie na sztucznej wyspie Dejima w Nagasaki 30 statków chińskich i 2 holenderskich każdego roku. Decyzja ta nie zmieniła jednak w żaden sposób polityki samoizolacji Japonii. 
Siogun Ietsugu zmarł z powodu komplikacji po przeziębieniu w wieku sześciu lat, w dniu 19 czerwca 1716 roku. Wraz z jego śmiercią wygasła główna linia rodu wywodząca się od Ieyasu Tokugawy. Następcą został Yoshimune Tokugawa z bocznej linii Kii.